# الآنسة سهام
الآنسة سهام (1907 - 1952) هي مغنية مصرية أسمها سهام أو «الآنسة سهام» كما كان يطلق عليها.

## حياتها ونشأتها
من مواليد مدينة الأسكندرية عام 1907 وأشتهرت كمطربة في منتصف العشرينات ومطلع الثلاثينيات من القرن الماضى، وكانت تسجل أغانيها على إسطوانات شركة جرامافون، ولأن صوتها يشبه صوت أم كلثوم، فقد استغل البعض هذا التشابه، وكتبوا اسم أم كلثوم على بعض أسطوانات سهام.
اشتركت الآنسة سهام في فيلم واحد فقط هو «المندوبان» للمخرج توجو مزراحي عام 1934 حيث قامت بدور أمينه بنت المعلم بحبح، وغنت بالفيلم أغنيتين، الأولى في شرع مين، والثانية ياما قلت إمتى حتفهمنى.
لم تتزوج الآنسة سهام وتوفيت عام 1952 عن عمر يناهز 45 سنة.

## قالوا عنها
وضع الإذاعي المغربي أبو بكر بنور كتاب بعنوان «ضروب الغناء وعمالقة الفن» وفي الصفحة 288 كتب عن الآنسة سهام: «ظهرت في وقت كانت الأصوات النسائية تتنافس فيما بينها في الملاهي، إلا أن الآنسة سهام بصوتها الجميل فيما بينهن نالت نصيباً من الشهرة، وظل المعجبون ينتظرون فقرتها في العروض، وقد غنت أغاني كثيرة».

## من أغانيها
الآهات - استحلى فيكى - أعلى يديك - اللى ما يعشق - إن كان على الحب - الحب دا سر الحياة - الحب في أول أمره - الحسن غاير - عجيبة تمليك - فيك يا ليل - قلبى فين - للقلب سلوى - ما أحلى عتاب اتنين عشاق - مين عذبك بتخلص منى - والله وجننتينى يا بنت يا بيضه - يا حلو ياللى - ياريت غرامك - يا ليلة بيضا يا نهار سلطانى - ياما شفت في حبى – مين في الغرام – يا جميل ارحم – وعدي رماني – يا ناس مين اللي شاف - ليالى الانس بين سعدك - الدنيا فيها كتير - بين قلبى وسحر عينيك حرب - الحب دا سر الحياة.